# Wachstumswert
Als Wachstumswerte (Wuchsaktie; englisch growth stock) werden im Aktienhandel und in der Börsensprache ursprünglich Aktiengesellschaften und deren Aktien bezeichnet, die über einen langen Zeitraum hinweg ein stetiges, möglichst konjunkturunabhängiges und besonders hohes Umsatz- und Gewinn-Wachstum aufweisen. 
Abweichend von dieser auf die vergangene Entwicklung bezogenen Definition wird der Begriff populär vielfach auch für Aktien verwendet, von denen man sich ein Wachstum in der Zukunft erhofft.
So wandte die Deutsche Börse AG den Begriff „Wachstumswert“ in der Zeit des New-Economy-Booms zwischen 1999 und 2001 pauschal auf alle Teilnehmer ihres Wagniskapital-Börsensegments „Neuer Markt“ an. Nach dem Niedergang des Neuen Marktes beeinflusste dessen zuletzt schlechtes Image auch die Wahrnehmung des Begriffs.
Während der Neue Markt auch viele Nicht-Hochtechnologie-Unternehmen, zum Beispiel aus der Medienbranche, beinhaltete, wird der Begriff „Wachstumswert“ gelegentlich auch auf Hochtechnologie-Unternehmen (sogenannte Technologiewerte) beschränkt, von denen man sich ein besonders dynamisches Wachstum verspricht. 

## Allgemeines
Wachstumswerte sind gekennzeichnet durch kontinuierliche Produktinnovationen bei Aktiengesellschaften, hohe Forschungsintensität und eine hohe Marktdurchdringung. Sie weisen ein relativ hohes Kursrisiko wegen ihrer hohen Volatilität auf und können auch mit einer geringen Marktliquidität verbunden sein. Standardwerte (oder „blue chips“) dagegen sind Aktien von Großunternehmen mit hoher Börsenkapitalisierung und besitzen deshalb eine hohe Marktbreite und relativ geringes Kursrisiko.

## Börsensegmente
Ab März 1997 listete an der Börse Frankfurt das Börsensegment des Neuen Markts mit seinem Börsenindex Nemax50 ausschließlich Wachstumsaktien. Zu den Emittenten gehörten kleine und mittlere Unternehmen mit hohem Wachstumspotenzial und internationaler Ausrichtung. Er endete im Juni 2003, sein Nachfolger wurde der TecDAX. Seit März 2017 gibt es in Frankfurt zusätzlich den Scale, der ebenfalls Wachstumswerte umfasst. In den USA sind Wachstumswerte im Börsensegment des Nasdaq zu finden. An der Pariser Börse gibt es den „Nouveau Marché“, in Belgien den „New Market“ und an der Amsterdamer Börse den „Nieuwe Markt“. Die Zusammenfassung der gehandelten Wachstumswerte an verschiedenen Börsen in einem gemeinsamen Börsensegment und damit in einem Orderbuch erfordert eine Standardisierung der Zulassungskriterien für Wachstumswerte.

## Wirtschaftliche Aspekte
Im Hinblick auf die Marktentwicklung folgen die Wachstumswerte auf die Standardwerte, nach den Wachstumswerte folgen die Nebenwerte (englisch secondary issues) und schließlich Pennystocks (letztere mit einem Kurswert von unter einer Geldeinheit [also < 1 Euro]). Da wachstumsorientierte Unternehmen meist eine hohe Selbstfinanzierungskraft aufweisen und deshalb oft Gewinnthesaurierung vornehmen, sind bei Wachstumswerten eher geringe Dividenden üblich.
Die Aktien können nach ihrer Börsenkapitalisierung und Marktliquidität wie folgt eingeordnet werden: 
| Börsenbezeichnung | Handelsvolumen                     | Marktliquidität    |
| ----------------- | ---------------------------------- | ------------------ |
| Standardwert      | hohe Börsenkapitalisierung         | hohe Marktbreite   |
| Wachstumswert     | mittlere Börsenkapitalisierung     | geringe Markttiefe |
| Nebenwert         | geringe Börsenkapitalisierung      | Marktenge          |
| Pennystock        | sehr geringe Börsenkapitalisierung | hohe Marktenge     |

Wachstumswerte werden meist von bekannten Großunternehmen emittiert, ihr Börsensegment kann – muss aber nicht – ein Wachstumsmarkt sein. Es handelt sich um Aktien mit hohem Marktwert und stabiler Ertragskraft. Das Kursrisiko ist – abgesehen vom allgemein vorhandenen Börsenrisiko – im Vergleich zu anderen Aktien relativ gering. Das Kursniveau bleibt hoch, solange die Performance der Unternehmen die Erwartungen der Aktionäre erfüllen; andernfalls drohen kräftige Kursverluste.
Das Kurs-Gewinn-Verhältnis ist tendenziell höher als bei Standardwerten. Das angemessene Kurs-Gewinn-Verhältnis liegt in etwa in der Höhe des mittleren, jährlichen, für die kommenden Jahre erwarteten, prozentualen Gewinnwachstums. Professionelle Finanzanalysen basieren meist auf der komplexeren Discounted-Cash-Flow-Methode unter Annahme eines gleichmäßig wachsenden freien Cash-Flows. Untersuchungen auf der Grundlage des MSCI World-Aktienindex zwischen 1975 und 2013 haben ergeben, dass die Aktienrendite (in jeweiliger Inlandswährung) für Standardwerte bei 10,7 % lag, für Wachstumswerte dagegen lediglich bei 8,6 %. Für den Anleger steht bei Wachstumswerten nicht die Dividende im Vordergrund, sondern das Unternehmenswachstum, das sich unter Umständen in einer mittel- bis langfristigen Steigerung der Aktienkurses äußern kann.